# Klam rozbitého okna

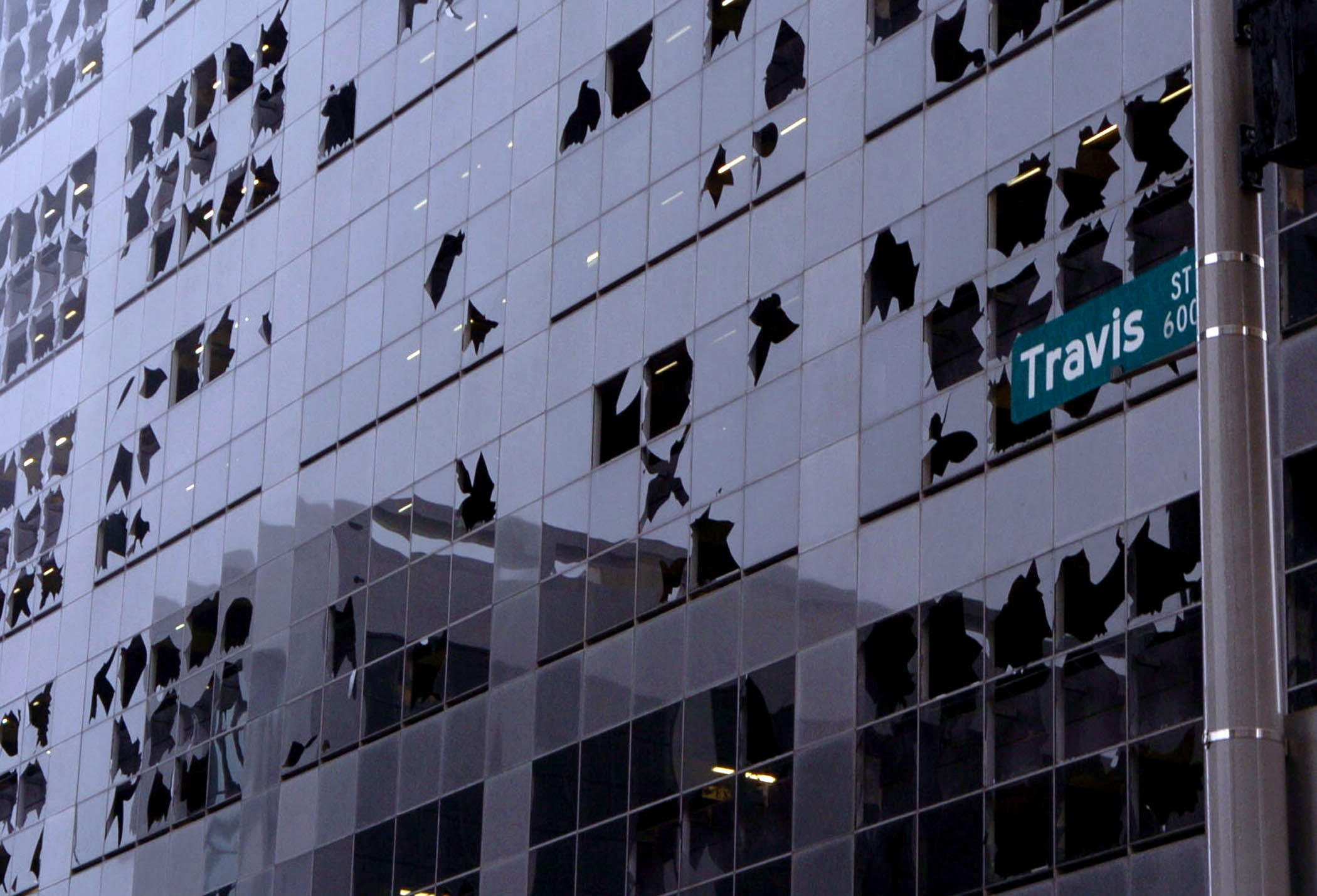
Jsou katastrofy to, co ekonomika potřebuje pro oživení?

Klam rozbitého okna je alegorie poukazující na ekonomickou zákonitost, kterou vymyslel Frédéric Bastiat ve svojí eseji Ce qu'on voit et ce qu'on ne voit pas z roku 1850. Klam poukazuje na skryté náklady prorůstového spouštěče. Bastiatovu alegorii velmi často citují ekonomové rakouské ekonomické školy.

## Klam
Frédéric Bastiat popisuje majitele obchodu, kterému rozbije okno malý chlapec. I přesto, že s ním mnoho lidí soucítí, za chvíli začnou namítat, že rozbité okno znamená práci pro skláře, který si za vydělané peníze koupí chléb, čímž odmění pekaře, který si díky tomu bude moci koupit boty, z vydělaných peněz si potom obuvník může zakoupit další statek a tak dále. Nakonec tímto způsobem myšlení lze přijít k výsledku, že malý chlapec nebyl vinen z vandalismu, ale zapříčinil pozitivní ekonomický vývoj, který vytvořil ekonomické výhody pro každého ve městě.
Klam spočívá v tom, že velká část lidí vidí pozitiva způsobené potřebou koupě nového okna, ale ignoruje skryté náklady. Majitel obchodu byl nucen použít prostředky na opravu okna, a proto je nemohl použít na nic jiného. Mohl by si za ně koupit chléb, čímž by odměnil pekaře, který by si poté mohl koupit boty a tak dále. Namísto okna a chleba má však pouze okno. Dítě a rozbité okno tedy nepřineslo žádný zisk městu a navíc je ochudilo o jedno okno.

## Aplikace v životě
- války: část lidí tvrdí, že válka nastartuje zbrojařský průmysl, výzkum atd. Zvýšená produkce a zaměstnanost často vede k tvrzení, že je válka dobrá pro ekonomiku. Jde však o klasický případ klamu rozbitého okna: když peníze použité na výrobu vojenské techniky, zásobování armády atd., jsou skrytými náklady pro jiná odvětví a pokud by se použily na něco jiného, ekonomice by prospěly více. V souvislosti s tímto případem je proslulý výrok Davida Ratha: „Hitler řešil krizi tak, že začal zbrojit, čímž dal lidem práci a nastartoval ekonomiku!“[2].
- rekonstrukce krajiny po přírodních katastrofách, válce, teroristických útocích: po útocích z 11. září 2001 někteří ekonomové, jako například Paul Krugman, naznačili, že rekonstrukce New Yorku bude stimulovat ekonomický růst miliardami dolarů, což bude vést k celkovému zisku pro americkou ekonomiku, která se v tom čase nacházela v recesi. Jeho oponenti tvrdili, že jde opět o další příklad klamu rozbitého okna, protože ignoroval ztracené hodnoty při zničení Světového obchodního centra. Kdyby bylo Světové obchodní centrum postaveno přesně tak, jak by stálo předtím, svět by měl Světové obchodní centrum, ale bez útoků by svět neměl jen Světové obchodní centrum, ale také všechny zdroje, které musely být použité na jeho opětovnou výstavbu.

## V kultuře
Klam rozbitého okna se objevil i ve filmu Pátý element. Postava Zorg (kterou hraje Gary Oldman) vypráví příběh, aby vysvětlil, že jeho sobecké konání odměňuje celou společnost.